# Ленинский призыв
«Ленинский призыв в партию» (или просто «Ленинский призыв») — термин в советской историографии, которым обозначают начавшийся после смерти В. И. Ленина массовый набор в РКП(б). Соответствующее решение было принято Пленумом ЦК РКП(б) уже 29—31 января 1924 года; в соответствии с постановлением Пленума «О приёме рабочих от станка в партию» набор распространялся в первую очередь на рабочих, а также на беднейших крестьян: в советской классификации — «бедняков» и «середняков».

## Предыстория
Требования большего представительства рабочих в РКП(б) начинают звучать по крайней мере с X съезда 1921 года, когда представители «рабочей оппозиции» во главе со А. Г. Шляпниковым обрушились с критикой на Ленина, высказав недовольство, что он «обманул рабочих и крестьян», и самими рабочими от их имени фактически правят интеллигенты.
Исследователь М. С. Восленский обращает внимание на исторический первый состав Совнаркома, в котором из 16 человек рабочими были лишь только двое — В. П. Ногин  и сам А. Г. Шляпников. Кроме того, в первом составе Совнаркома насчитывалось три дворянина: В. И. Ульянов (Ленин), А. В. Луначарский и Г. И. Оппоков (Ломов). Подобный состав правительства мало подходил партии, провозгласившей себя «пролетарским авангардом».
Оппозиционеры потребовали «орабочивания» партийного руководства, «оторвавшегося от масс», и преобразований в экономике в анархо-синдикалистском духе, вплоть до передачи высших функций управления народным хозяйством в руки Всероссийского союза производителей. В число требований оппозиционеров входили даже регулярные переводы деятелей партаппарата от руководящих должностей «к станку».
Хотя платформа «рабочей оппозиции» и была осуждена большинством X съезда как «анархо-синдикалистский уклон», лозунг так называемого «орабочивания» партии (наряду с «окрестьяниванием») продолжал оказывать огромное давление на партийное руководство, впервые прозвучав по крайней мере ещё в 1918 году. Разгромив «рабочую оппозицию», Ленин, тем не менее, инициировал Генеральную чистку 1921 года. В течение 1921—1922 годов численность партии сократилась примерно вдвое, доля рабочих среди делегатов XII съезда (1923) увеличилась по сравнению с X съездом (1921) с 37 % до 53 %. Однако этот результат воспринимался как недостаточный.
Э. Х. Карр отмечает, что Троцкий поддержал массовый приём рабочих в своём письме от 8 октября 1923 года, а Политбюро приняло соответствующую резолюцию 5 декабря 1923 года. Л. М. Каганович в своих мемуарах утверждает, что Г. Е. Зиновьев не только поддержал идею «ленинского призыва», но с его началом даже пытался завысить его масштабы, потребовав принять в партию в 1924 году до одного миллиона человек.
Вместе с тем исследователь Е. Г. Гимпельсон в серии своих работ описывает лозунг «орабочивания» партийного аппарата, как «декоративный».

## Ход «призыва»
В период с 22 января 1924 года (следующий день после дня смерти Ленина) до 15 мая (определённый Пленумом ЦК срок окончания «призыва») было подано более 350 тысяч заявлений о вступлении в партию, в партию было принято около 241 тысяч человек. В результате доля рабочих в РКП(б) возросла с января по май 1924 года с 44 до 60 % соответственно. Из них принятых по «призыву» лиц рабочими было около 92 %, 13 % женщин.
По данным исследователя М. С. Агурского, принятые таким образом в партию рабочие были по большей части вчерашними крестьянами, так как большая часть дореволюционного пролетариата растворилась во время Гражданской войны. Сам Ленин предпочитал опираться на «сознательных» кадровых рабочих со стажем не менее десяти лет, тогда как к концу Гражданской войны их численность резко сократилась. На XI съезде (1922) Ленин даже объявил, что в России «не осталось» пролетариата, на что Шляпников заметил: «поздравляю вас с тем, что вы являетесь авангардом несуществующего класса».
Уже февральско-мартовский Пленум ЦК 1924 года принимает постановление о предоставлении всем кандидатам в члены партии, в том числе и «ленинского призыва», решающего голоса. По мнению О. Назарова, на майском XIII Съезде это обеспечило правящей на тот момент «тройке» Зиновьев — Каменев — Сталин большинство голосов, и предопределило разгром Троцкого. В течение 1924 года он начал постепенно терять власть, и в начале 1925 года был снят с ключевых постов предреввоенсовета и наркомвоенмора.
В результате «ленинского призыва» численность РКП(б) возросла с XII съезда в апреле 1922 года до XIII съезда в мае 1924 года примерно в два раза — с 386 тыс. до 780 тыс. соответственно. На некоторых заводах численность коммунистов увеличилась вдвое, или даже в 4-5 раз. Доля коммунистов увеличилась с 39 человек на 1000 рабочих до 114.
В своём отчёте XIII съезду РКП(б) 24 мая Генеральный секретарь И. В. Сталин подвёл существовавшие на тот момент промежуточные итоги «ленинского призыва»:
- Увеличение численности РКП(б) с 485 тыс. чел. до по крайней мере 680 тыс. чел.;
- Увеличение доли рабочих с 44,9 % до 55,4 %, уменьшение доли крестьян с 25,7 % до 23 %, «служащих и прочих» с 29 % до 21,6 %;
- Уменьшение доли лиц с партстажем до 1905 и до 1916—1917 годов;
- Неопределённое увеличение доли русских («великороссов»), на момент начала «призыва» составлявших, по данным Сталина, 72 % всех коммунистов, незначительное увеличение доли женщин.

Вместе с тем Сталин также отметил, что 60 % «ленинского призыва» являются «политнеграмотными». Исследователь О. Назаров обращает внимание, что «новобранцы ленинского призыва» зачастую не знали даже биографии Ленина: «На заданные вопросы отвечают, что т. Ленин — крестьянин, рабочий Путиловского завода и т. д. Невольно возникает вопрос: где же результат партийной учебы». По посвящённым «призыву» материалам Ленинградской парторганизации, «значительное число вступивших… в настоящее время еще является полусырой и необработанной массой, в идеологическом отношении недостаточно выдержанной, легко поддающейся различным влияниям».
Среди представителей национальных меньшинств, набранных в партийные организации по «ленинскому призыву», оказалось много коммунистов не просто «политнеграмотных», но и азбучно неграмотных. В партийной организации советского Казахстана (она до 1937 года входила в состав РКП(б)) численность казахов-коммунистов увеличилась в 7 раз: с 1539 человек в 1924 году до 11634 человек на 1 января 1926 года. Значительная часть новых членов партии в советском Казахстане из числа казахов была азбучно неграмотной. По состоянию на 1 января 1926 года 4432 казаха-коммуниста (38 %) из 11634 казахов-коммунистов были неграмотны. При этом среди русских коммунистов Казахстана на 1 января 1926 года неграмотных было только 4 %.

## Оценки
«Ленинский призыв» на 180 градусов развернул курс ЦК, превратив «элитарную», и относительно небольшую по численности партию, в массовую. Э. Х. Карр называет его заменой «элитарной партии Ленина массовой партией Сталина». Массовые наборы продолжились и далее; к следующему, XIV Съезду, численность РКП(б) превысила 1 млн чел., к 1933 году доросла до 3,5 млн чел. Соответственно увеличивался и состав ЦК, к XVII Съезду 1934 года (в сталинской историографии — «съезд победителей») выросшего до 78 членов и 68 кандидатов в члены, тогда как на первом после прихода к власти VII съезде в 1918 году в состав ЦК было избрано всего лишь 15 членов и 8 кандидатов в члены. В таких условиях ЦК из-за своей многочисленности постепенно потерял управляемость, выдвинув на первое место более узкий орган — Политбюро.
По мнению исследователя Джузеппе Боффа, «ленинский призыв ознаменовал поворотный пункт в создании партии», преодолев «опасность», что «партия постепенно выродится в замкнутую группу активистов, почти целиком поглощённых задачами управления на разных уровнях, а следовательно, в некую бюрократическую организацию, изолированную от остальной страны». Если первоначально приоритет отдавался рабочим «от станка», после объявления в 1925 году лозунга «Повернёмся лицом к деревне» к 1927 году в партию было принято до 137 тысяч крестьян, также практиковался массовый набор комсомольцев.
По оценке исследователя М. С. Восленского, «ленинский призыв» следовало бы назвать не «ленинским», а «сталинским». Половину партии начали составлять карьеристы:

Им чужда была поседевшая в ссылках и эмиграции ленинская гвардия, как бы она ни переродилась к тому времени. Новобранцы шли в ряды не тех, кого ссылают, а тех, кто ссылает, шли не совершать революцию, а занимать хорошие места после совершенной революции. Они были потенциально людьми Сталина. На книге «Об основах ленинизма» — своей претензии на роль систематизатора и толкователя теоретических взглядов Ленина — Сталин демонстративно написал: «Ленинскому призыву посвящаю».

Исследователи М. Геллер и А. Некрич приводят оценку современника, утверждавшего, что «новобранцы» «смотрят на партию, как на пирог с начинкой». По оценке другого современника, Николая Полетики, к 1925 году в результате массового набора две трети партии начали составлять малообразованные или даже невежественные рабочие «от станка», не разбиравшиеся «ни в большевизме и ленинизме, ни в социал-демократизме», зато жаждавшие лишь постов и должностей, и потому послушно голосовавшие за «генеральную линию ЦК», которую представлял Сталин, «98-99 % „ленинского призыва“ в партию были за Сталина, так как именно он открыл им ворота в партию». К моменту начала в 1920-х годах внутри ВКП(б) борьбы за власть, сопровождавшейся ожесточёнными идеологическими дискуссиями, большинство партии начала составлять вчерашняя крестьянская молодёжь, вообще не понимавшая содержания этих дискуссий.
В то же время, несмотря на все массовые наборы в партию, у власти вплоть до «большой чистки» 1937—1938 годов всё ещё оставались лица, избранные на высокие посты ещё при жизни Ленина. По данным исследователя М. С. Восленского, по состоянию на 1930 год среди секретарей обкомов, крайкомов и ЦК нацкомпартий доля лиц с дореволюционным партстажем всё ещё составляла 69 %, из делегатов XVII Съезда 1934 года 80 % вступили в партию до 1920 года. Результатом становится всё сильнее распространяющиеся представления о лицах с дореволюционным партстажем, как о незаслуженно привилегированном слое. Секретарь Сталина Б. Г. Бажанов в своих воспоминаниях утверждает, что подобные представления носили отчётливо антисемитский оттенок.

## В Российской Федерации
В Российской Федерации местные отделения КПРФ на своё усмотрение, периодически, но не все, проводят «Ленинский призыв», направленный на привлечение вступать в партию. Первый призыв прошёл в 2005 году, затем в 2010 году и в 2018 году.
«Справедливая Россия» с 2016 года перед местными и региональными выборами проводит «Справедливый призыв», направленный на привлечение к выдвижению новых кандидатов в депутаты.